# Directive 2008/50/EC
La directive 2008/50/CE, ou directive sur la qualité de l'air ambiant, est une directive européenne qui limite les émissions de dioxyde de soufre, de dioxyde d'azote et d'autres oxydes d'azote, de particules (PM10, PM 2,5), de plomb, de benzène et de monoxyde de carbone à partir de 2010. 

## Contenu
Les émissions moyennes horaires de NO2 sont limitées à 200 μg/m3 et les émissions annuelles à 40 μg/m3. En 2018, plusieurs États membres de l'UE sont poursuivis pour avoir enfreint les limites : la France, l'Espagne, l'Italie, la Hongrie, la Roumanie, la Slovaquie, la Tchéquie, le Royaume-Uni et l'Allemagne.
Les directives 96/62/CE, 1999/30/CE, 2000/69/CE et 2002/3/CE ont été abrogées par cette directive, avec effet au 11 juin 2010.
Le 15 février 2018, cinq pays membres - l'Allemagne, la France, l'Espagne, l'Italie et le Royaume-Uni - ont été particulièrement alertés du fait d'un défaut à protéger la santé publique au regard des niveaux de pollution de l'air.